# Vol Avianca 671
L'accident du vol Avianca 671 est un Lockheed L-1049E Super Constellation de la compagnie Avianca qui s'écrase le 21 janvier 1960 lors de son atterrissage à l'aéroport international Donald-Sangster, à Montego Bay en Jamaïque. Il s'agit de la plus grave catastrophe aérienne de la Jamaïque.
L'accident a fait 37 morts et 9 survivants.